# Kacsamesék (televíziós sorozat, 1987)
A Kacsamesék (eredeti cím: DuckTales, ejtsd IPA [dək teɪlz]; kb. dák télz) 1987-től 1990-ig vetített amerikai televíziós rajzfilmsorozat, amelyet a Walt Disney Company készített és a Buena Vista Television forgalmazott. Az animációs játékfilmsorozat alkotói Carl Barks, Jymn Magon és Fred Wolf, rendezői Alan Zaslove, Bob Hathcock és Steve Clark, producerei Fred Wolf, Bob Hathcock és Alan Zaslove. A zenéjét Ron Jones szerezte. A tévéfilmsorozat először szindikációs sugárzás keretében volt látható az Egyesült Államokban. Műfaja kalandfilm- és filmvígjáték-sorozat. A sorozat főszereplője Dagobert McCsip (Scrooge McDuck), aki eredetileg Carl Barks képregényfigurája volt, az ő történeteiből is merít a sorozat, valamint szerepelnek benne szintén Barks által kitalált szereplők is, mint például Szaki Dani vagy a Beagle Boyok (Kasszafúrók).
Ez a rajzfilmsorozat volt az egyik legsikeresebb. Az első részt 1987. szeptember 18-án vetítették az USA-ban. Ekkor még csak öt pilot epizódot adtak le. A kedvező visszajelzések arra ösztönözték az alkotókat, hogy folytassák a rajzfilmet. Összesen 100 epizód, plusz egy mozifilm született meg ezek után. Az utolsó részt 1990. március 1-jén adták le Amerikában. A Kacsamesék további rajzfilmeket inspirált, mint például a Darkwing Duck, amelyben feltűnik Kvák kapitány és Robokacsa is, de említésre méltó még a Kacsacsapat (Quack Pack) is, amelyben Niki, Tiki és Viki már kamaszként térnek vissza.
A rajzfilmsorozatot számos országban vetítették, mint például Franciaország, Spanyolország, Németország, Csehország, Olaszország, Hollandia, Svédország stb. Magyarországon először a Magyar Televízió sugározta, a Walt Disney bemutatja blokk részeként 1991 és 1995 között, majd az RTL Klub vette meg a vetítési jogát. 2011. januárban a Story4 is leadta. 2017-ben felújított sorozatot készített Amerikában a Disney XD csatorna, amely már számítógépen készült készült animációs sorozat. 2022. októberben - kizárólagos Disney forgalmazást követően több más rajzfilmmel együtt - a TV2 vette birtokába a sorozatot.
Egy történelmi esemény a magyar forgalmazásból: 1993. december 12.-én A gonosz bálna című epizód váratlan megszakításra került Antall József miniszterelnök halála miatt és a Magyar Televízió programszerkesztői egyszerűen elfelejtették bepótolni az epizód vetítését. (Hosszú évek után az RTL illesztette az adásába.)

## Történet
A sorozat főszereplői a Hápburgben (Kacsaháza) lakó Dagobert McCsip, a világ leggazdagabb kacsája, valamint három unokaöccse: Niki, Tiki, és Viki. Ők eredetileg Donald kacsánál, a nagybátyjuknál éltek, de amikor bevonult a haditengerészethez, Dagobert felügyeletére bízta őket. Dagobert hiába rendelkezik mesés vagyonnal és egy óriási páncélteremmel, tele pénzzel, sokszor zsugori, és még több aranyra vágyik. A legtöbb epizód akörül forog, hogy különböző gonosztevők (mint például a Beagle Boyok vagy Mágika De Spell) megpróbálják megkaparintani a páncéltermének tartalmát. Emellett Flintheart Glomgolddal is meg kell küzdeni a leggazdagabb kacsaságért folytatott küzdelemben. Egyes epizódok a "szerencsecent" körül forognak: ez Dagobert legelső keresménye, egy tízcentes érme, amelynek többen próbálnak megszerezni. Egyes részekben Dagobert és az unokaöccsei különféle egzotikus tájakra utaznak, legendás kincsek nyomában.
A sorozat későbbi részeiben mutatkozik be két új szereplő: Bubba a kőkorszakból hozott ifjú őskacsa, valamint Egyszeregy Tóbiás, a feltörekvő, de balszerencsés könyvelő, aki egyben a városi szuperhős, Robokacsa civil alteregója is. Egyes részek különféle mellékszereplők körül forognak (mint például Kvák kapitány vagy Szaki Dani), de néha felbukkannak olyan karakterek, akik a Dagobert-képregényekből csak epizódszerepben köszönnek be (Gusztáv).

## Készítés
Az egyik első Disney-rajzfilm volt, amely szindikátusban készült, így megágyazott olyan sikeres sorozatoknak is, mint a Csipet csapat, a Balu kapitány kalandjai, illetve a Darkwing Duck. Első epizódját (melyet másutt, így Magyarországon is öt részre bontva adták le) "Az arany napok kincse" címmel mutatták be 1987 szeptemberében, melyet 1990-ig összesen 100 epizód követett. Ugyanebben az évben bemutattak egy mozifilmet is. Első évada 1987-1988-ban 65 epizódos volt, míg a második évad mindössze 10 részt számolt, igaz, ez kizárólag két hosszú epizódból állt, melyet 5-5 részre szedtek szét. A harmadik évad 18 részes volt, ezt egészítette ki végül hét rész, melyek a negyedik évadot alkotják.

## Szereplők

### Kacsák
- Dagobert McCsip – Cilinderes, gazdag, zsugori kacsa. Rengeteg pénze van, amit egy hatalmas páncélteremben őriz. A világ leggazdagabb kacsája. Leginkább csupán azt akarja, hogy minél több pénze legyen, minthogy bármi jóra elköltse. Az egyetlen dolog, amit Dagobert a pénznél is jobban szeret, az a családja. Először Skóciában élt szüleivel, aztán kiköltözött Amerikába. Mióta szerencse centet kapott, azóta érzi magát szerencsésnek.
- Donald kacsa – A matrózkacsa, Dagobert unokaöccse. Hajó útra indul, ahová nem viheti unokaöccseit. Átmenetileg Dagobertre bízza, hogy gondjukat viselje a kiskacsáknak.
- Niki – A piros ruhás kacsafiú, aki Donald első unokaöccse.
- Tiki – A zöld ruhás kacsafiú, aki Donald második unokaöccse.
- Viki – A kék ruhás kacsafiú, aki Donald harmadik unokaöccse.
- Webby – Rózsaszín masnis kacsalány, Beakley asszonyság unokája, Dagobert befogadja a házába a nagymamájával.
- Bubba – Neandervölgyi őskacsagyerek az őskorból, időutazás során elmegy Dagobertékkal a jelenbe, és végül náluk marad.
- Doofy – Duci, jó étvágyú tinédzserkacsa, az ifjú mormoták csapatában baseballozik.
- Eduháp – Dagobert inasa, aki a házi munkát végzi. Faját tekintve kutya, az általánosságban jellemző kacsakarakterekkel ellentétben.
- Beakley asszonyság – Webby nagymamája, Dagobert házvezetőnője és a kacsagyerekek dadusa. Amíg Dagobert távol van, addig a gyerekekre vigyáz, főz és süt.
- Kvák kapitány – pilóta kacsa, Dagobertet utaztatja repülőn, és már rengetegszer lezuhant.
- Szaki Dani – Szemüveges szerelőmadár, aki Dagobert bácsi elektronikai berendezéseit javítja.
- Egyszeregy Tóbiás / Robokacska – Ironikus kacsa, aki egyszer Szaki Dani robotjelmezét felvette, amelyet szuperhősként tudott használni. Amikor felvette azt a robotjelmezt, akkor Robokacsa néven nevezte el őt Szaki Dani. Abban a jelmezben nem ismerték fel, és erről a névről sem tudták róla, hogy ő Tóbiás. Robokacsa személyazonossága Hupburg város számára, tévesen hangzott el, mindenki azt gondolta róla ő Kvák Kapitány robotjelmezben. Csak Dagobert úr és Egyszeregy asszonyság tudta meg, hogy ő valójában Tóbiás.
- Lúdbáj Gúnár – Gúnár, aki Donald unokatestvére. Nagyon szerencsés fiú, Mágia De Spell egyszer varázslattal elvette a szerencséjét, de Dagobert feloldotta ezt a varázslatot. Más sorozatokban Gúnár Gusztáv néven is emlegetik.
- Flintheart Glomgold – Az öreg, gonosz, skót-sapkás kacsa, aki Dagobert gyűlölt ellenfele. Hápburg második leggazdagabb kacsája. Egyes képregényekben Zsugor Igor néven is emlegetik.
- Mágika De Spell – Gonosz, fekete öltözetű kacsaboszorkány, aki Dagobert ellensége. Dagobert szerencsecentjét akarja ellopni, de mindig füstbe megy a terve.
- Csillám Aranyka – Csinos kacsahölgy, aki Dagobert fiatalkori szerelme.
- Sandra – Tóbiás barátnője
- Egyszeregy asszonyság – Tóbiás anyja
- Doktor Lúdmáj Von Furakacsa – Feltaláló, tudós kacsa, aki Ludwig Von Drake Professzor unokaöccse. A Fura Kacsa Hotelben él. Szellemnek adja ki magát, mert azt akarja a kastélyban szállók, ne tudják él. Végül kiderül róla életben van. Van egy segédje Bernado, aki el akarja lopni a találmányairól szóló könyvét, de mivel láthatatlanná tette, ezért nem találta meg azt.
- Ludwig Von Drake professzor – Professzor kacsa, aki Doktor Lúdmáj Von Furakacsa unokabátyja. Egy részben feltűnik, Kvák kapitány problémáját vizsgálja.
- Kanszilvánia hercegnője / Lúdwinga Von Furakacsa – Kacsahercegnő, aki Ludwig von Fura Kacsa húga, és vendég a Fura Kacsa Szállodában.
- Veszedelmes Dan – Vadnyugati kacsa, észak-amerikai lovas, fegyveres marhapásztor Klondikeban. Egyszer Dagobert Fehér Aggoniai kincses bányáját fosztotta ki, és Dagobert sokáig tévedésben élt, mert azt gondolta, hogy szeretője, Aranyka rabolta ki a kincses tárát.
- Az Oki-Loki-Poki Mocsár őre – Öreg kacsa, aki meg akarja találni az Ifjúság Forrása vizét, a neve nem hangzik el.
- Millionária – Gonosz, gazdag kacsahölgy, feleségül akar menni Dagoberthez, csupán azért, hogy megszerezze a pénzét.
- Susurazade – Kacsahercegnő, az őskacsák korába él, mesélésével eltudja altatni az uralkodó alattvalóit.
- Robogizi – Szaki Dani kacsahölgynek formázott háztartási robotja, kissé túlbuzgó.

### Beagle Boyok
- Beagle mama – A Beagle boyok mamája, mindig visz nekik valami édességet a börtönbe, amibe mindig tesz nekik valamit, amivel aztán kiszabadulnak.
- Beagle – A Beagle boyok vezetője, aki parancsol a többieknek.
- Burger – Beagle segítőtársa, a dagadt, falánk Beagle boy, jó sok édességet szeret enni.
- Baggy – Beagle segítőtársa
- Buci – Beagle segítőtársa
- Bicepsz – Beagle segítőtársa
- Babapofa – Beagle segítőtársa
- Bankus – Beagle segítőtársa

### További szereplők
- El Kapitány (eredeti hangja: Jim Cummings, magyar hangja: Hollósi Frigyes)
- Dr. Nemjó (eredeti hangja: René Auberjonois, magyar hangja: Horkai János)
- Sviháp, a kereskedő – Az egyetlen ügynök, aki képes bármit rásózni Dagobertre. (eredeti hangja: Charles Adler, magyar hangja: Kautzky József)
- Pluck – Fiatal színész William Drakespeare drámájában. Magyar hangja (eredeti hangja: Charles Adler, magyar hangja: Bor Zoltán)
- Charles Szemfényvesztő
- Armstrong, a robot – Szaki Dani modern háztartási robotja, a kacsák túl sokat dolgoztatják, és be is gerjed. Kvák Kapitány leönti vízzel, és kiég a biztosítéka. (eredeti hangja: Peter Cullen, magyar hangja: Kristóf Tibor)
- Ködkürt kapitány / Tutú kapitány (magyar hangja: Harsányi Gábor)
- Bounty kapitány (magyar hangja: Horkai János)
- Maszatos kapitány (magyar hangja: Huszár László)
- Kozmosz őrnagy (eredeti hangja: Jack DeLeon, magyar hangja: Vass Gábor)
- Maki MacMakk – Nagyméretű kutya, Dagobert cella társa Akvafrászban, és megszökik Dagoberttel együtt. (magyar hangja: Farkas Antal)
- Sir Guy Standforth – Kapzsi kutya, Dagobert úr egyik versenyző társa, megakarja szerezni Dzsingiszkán elveszett koronáját. (eredeti hangja: Pat Fraley, magyar hangja: Maros Gábor)
- Hóboszorka – Fertelmes jeti az Árnyék-szorosban, Dzsingiszkán elveszett koronáját őrzi.(eredeti hangja: Joan Gerber, magyar hangja: Győri Ilona)
- Arthur király / Arty – Kvakelott várának királya, meg akarja ismerni Szaki Dani találmányait. (eredeti hangja: Richard Erdman, magyar hangja: Komlós András)
- Lessdred – Gonosz kutya, el akarja foglalni Arthur Király várának trónját. (eredeti hangja: Peter Cullen, magyar hangja: Kristóf Tibor)
- Moorloon (eredeti hangja: Barry Dennen, magyar hangja: Izsóf Vilmos)
- Benzino Gazolini – Kutya, vendég a Fura Kacsa Hotelban. (eredeti hangja: Gino Conforti, magyar hangja: Szombathy Gyula)
- Bernado – Bűnöző kutya, Doktor Lúdmáj Von Furakacsa segédje, megakarja szerezni a tudós találmányát. (eredeti hangja: Chuck McCann, magyar hangja: Farkas Antal)
- Dzsinn – A csodalámpa bűvös szelleme, ebben a mesében a faját tekintve kutya. (eredeti hangja: Howard Morris, magyar hangja: Harkányi Endre)

## Magyar hangok
| Szereplő                              | Eredeti hang              | Magyar hang                                         | Magyar hang                                                 | Magyar hang                                                 | Magyar hang                                                |
| Szereplő                              | Eredeti hang              | 1. évad, 1990-1991                                  | 2. évad, 1992                                               | 3. évad, 1994                                               | 4. évad, 2004                                              |
| ------------------------------------- | ------------------------- | --------------------------------------------------- | ----------------------------------------------------------- | ----------------------------------------------------------- | ---------------------------------------------------------- |
| Dagobert McCsip                       | Alan Young                | Kenderesi Tibor (88 részben)                        | Kenderesi Tibor (88 részben)                                | Kenderesi Tibor (88 részben)                                | Pálfai Péter (9 részben)                                   |
| Niki / Viki / Tiki                    | Russi Taylor              | Pogány Judit                                        | Pogány Judit                                                | Pogány Judit                                                | Pogány Judit                                               |
| Webby                                 | Russi Taylor              | Balogh Erika (32 részben)                           | Balogh Erika (32 részben)                                   | Balogh Erika (32 részben)                                   | Bogdányi Titanilla (5 részben)                             |
| Beakley asszonyság                    | Joan Gerber               | Győri Ilona (32 részben)                            | Győri Ilona (32 részben)                                    | Győri Ilona (32 részben)                                    | Molnár Piroska (3 részben)                                 |
| Eduháp                                | Chuck McCann              | Sugár László (23 részben) Kardos Gábor (3 részben)  | Sugár László (23 részben) Kardos Gábor (3 részben)          | Kardos Gábor (8 részben)                                    | Versényi László (5 részben)                                |
| Kvák kapitány                         | Terence McGovern          | Dózsa László (49 részben)                           | Dózsa László (49 részben)                                   | Dózsa László (49 részben)                                   | Schnell Ádám (4 részben)                                   |
| Szaki Dani                            | Hal Smith                 | Beregi Péter                                        | Beregi Péter                                                | Beregi Péter                                                | Beregi Péter                                               |
| Flintheart Glomgold                   | Hal Smith                 | Elekes Pál (16 részben)                             | Elekes Pál (16 részben)                                     | Elekes Pál (16 részben)                                     | Szokolay Ottó (4 részben)                                  |
| Doofy                                 | Brian Cummings            | Szuhay Balázs                                       | –                                                           | –                                                           | –                                                          |
| Bigi mama                             | June Foray                | Halász Aranka (7 részben) Czigány Judit (6 részben) | Halász Aranka (7 részben) Czigány Judit (6 részben)         | Halász Aranka (7 részben) Czigány Judit (6 részben)         | Illyés Mari                                                |
| Mágika De Spell                       | June Foray                | Földessy Margit                                     | Földessy Margit                                             | Zsolnai Júlia                                               | –                                                          |
| Csillám Aranyka                       | Joan Gerber               | Földessy Margit                                     | ?                                                           | –                                                           | Halász Aranka                                              |
| A Bigi boyok                          | Frank Welker Chuck McCann | Harkányi Endre Kránitz Lajos Huszár László és mások | Harkányi Endre Kránitz Lajos Huszár László és mások         | Harkányi Endre Kránitz Lajos Huszár László és mások         | Dézsy Szabó Gábor Faragó András Bácskai János Lázár Sándor |
| Egyszeregy Tóbiás (Robokacsa)         | Hamilton Camp             | –                                                   | Szombathy Gyula (14 részben)                                | Szombathy Gyula (14 részben)                                | Kassai Károly (5 részben)                                  |
| Donald                                | Tony Anselmo              | Szombathy Gyula                                     | Szombathy Gyula                                             | –                                                           | –                                                          |
| Egyszeregy asszonyság (Tóbiás mamája) | Kathleen Freeman          | –                                                   | Kassai Ilona (21 részben)                                   | Kassai Ilona (21 részben)                                   | Tóth Judit (2 részben)                                     |
| Sandra (Tóbiás barátnője)             | Miriam Flynn              | –                                                   | Kiss Erika (5 részben)                                      | Kiss Erika (5 részben)                                      | Bíró Anikó (96. részben)                                   |
| Bubba                                 | Frank Welker              | Kerekes József                                      | Kerekes József                                              | Kerekes József                                              | Szokol Péter (94. részben)                                 |
| Lúdbáj Gúnár                          | Rob Paulsen               | –                                                   | Kerekes József                                              | –                                                           | –                                                          |
| Felolvasó                             | Felolvasó                 | Kertész Zsuzsa                                      | Kertész Zsuzsa Zahorán Adrienn Kovács M. István (6 részben) | Kertész Zsuzsa Zahorán Adrienn Kovács M. István (6 részben) | Vadász Ágnes (9 részben)                                   |

- További magyar hangok (két-három évadban): Antal László, Barbinek Péter, Beregi Péter, Bor Zoltán, Botár Endre, Buss Gyula, Czigány Judit, Csondor Kata, Csurka László, Détár Enikő, Farkas Antal, Forgács Gábor, Földessy Margit, Garai Róbert, Gerő Gábor, Gruber Hugó, Halász Aranka, Hankó Attila, Harsányi Gábor, Hollósi Frigyes, Horkai János, Huszár László, Imre István, Izsóf Vilmos, Jakab Csaba, Jani Ildikó, Józsa Imre, Juhász Tóth Frigyes, Kardos Gábor, Kautzky József, Kerekes József, Kisfalussy Bálint, Kocsis György, Kocsis Mariann, Koffler Gizi, Komlós András, Kránitz Lajos, Kristóf Tibor, Kun Vilmos, Láng József, Magda Gabi, Makay Sándor, Málnai Zsuzsa, Maros Gábor, Matus György, Melis Gábor, Orosz Helga, Orosz István, Örkényi Éva, Papp Ágnes, Pataky Imre, Pathó István, Perjési Hilda, Perlaki István, Pusztai Péter, Reviczky Gábor, Rudas István, Simon György, Simonyi Balázs, Somlai Edina, Soós László, Surányi Imre, Szacsvay László, Szalay Imre, Szerednyey Béla, Szokol Péter, Szokolay Ottó, Szombathy Gyula, Tóth Judit, Tyll Attila, Ujlaki Dénes, Uri István, Vadász Bea, Vajda László, Varga T. József, Varga Tamás, Vass Gábor, Végh Péter, Velenczey István, Verebély Iván, Vincze Gábor Péter
- További magyar hangok (4. évadban): Berkes Bence, Bolla Róbert, Breyer Zoltán, Csere Ágnes, Dobránszky Zoltán, Forgács Gábor, Forró István, Gardi Tamás, Grúber Zita, Hujber Ferenc (Dijon), Kajtár Róbert, Kapácsy Miklós, Koroknay Géza, Maday Gábor, Molnár Zsuzsa, Németh Gábor, Oláh Orsolya, Orosz István, Stukovszky Tamás, Szinovál Gyula, Vizy György

## Epizódlista
| Évad | Évad     | Epizód   | Évadpremier          | Évadzárás          |
| ---- | -------- | -------- | -------------------- | ------------------ |
|      | 1        | 65       | 1987. szeptember 18. | 1988. január 1.    |
|      | 2        | 10       | 1988. november 24.   | 1989. március 26.  |
|      | 3        | 18       | 1989. szeptember 18. | 1990. február 11.  |
|      | Mozifilm | Mozifilm | 1990. augusztus 3.   | 1990. augusztus 3. |
|      | 4        | 7        | 1990. szeptember 10. | 1990. november 28. |

## Videójátékok
1989-ben a Capcom kiadta a rajzfilm videójáték-változatát, Nintendo Entertainment System-re, és Game Boy-ra.
1990-ben számítógépekre megjelent a DuckTales: The Quest for Gold.
1993-ban jelent meg a Nintendo-s játék folytatása.
2013 augusztusában adták ki az 1989-es játék remakejét, a DuckTales: Remastered-et PlayStation 3-ra, Wii U-ra, Xbox 360-ra, PC-re és okostelefonokra.